# 3951 Zichichi
3951 Zichichi (1986 CK1) là một tiểu hành tinh vành đai chính được phát hiện ngày 13 tháng 2 năm 1986 bởi Osservatorio San Vittore ở Bologna.